# Volume 8: The Threat Is Real
《Volume 8: The Threat Is Real》은 미국의 스래시 메탈 밴드 앤스랙스의 여덟 번째 스튜디오 음반이다. 이 음반은 1998년 7월 21일, 이그니션 레코드에 의해 발매되었고 빌보드 200 차트에서 118위로 데뷔했다. 이 음반은 밴드와 폴 크룩이 프로듀싱했다. 이 음반에는 비디오 게임 플레이스테이션 2의 《ATV 오프로드 퓨리》와 게임의 사운드트랙에 등장한 〈Crush〉라는 노래가 수록되어 있다. 이 음반의 다른 발매된 싱글들은 〈Inside Out〉, 〈Piss N Vinegar〉, 그리고 〈Born Again Idot〉이었다.
음반의 마지막에 숨겨진 트랙인 〈Pieces〉는 베이시스트 프랭크 벨로가 1996년 3월 25일, 브롱크스에 있는 여자친구의 집 밖에서 정체불명의 가해자에 의해 살해된 형 앤서니에 대한 헌사로 썼다. 이 트랙에는 벨로가 보컬로 참여하고 있다.

## 평가
| 전문가 평가                      | 전문가 평가 |
| 평가 점수                        | 평가 점수   |
| 출처                             | 점수        |
| -------------------------------- | ----------- |
| AllMusic                         | [ 3 ]       |
| The A.V. Club                    | unfavorable |
| Collector's Guide to Heavy Metal | 7/10        |
| Encyclopedia of Popular Music    | [ 6 ]       |
| Rock Hard                        | 9.0/10      |

스티븐 토마스 얼와인은 올뮤직의 혼합 리뷰에서 이 음반이 1993년 《Sound of White Noise》로 시작된 밴드의 "작곡 슬럼프"의 연속이라고 썼다. 그는 이 음반에 "기억에 남는 노래"가 많지 않다고 말했고, 이를 "전환 음반"이라고 부르며 밴드를 "새로운 미지의 영역"으로 이끌었다. 《디 A.V. 클럽》의 스티븐 톰슨은 이 음반이 "지칠 정도로 공격적"이라고 밝혔다. 마틴 포포프는 그의 《Collector's Guide to Heavy Metal》에서 밴드가 "여러 가지 다른 질감과 역동성을 실험하는 동안" 여러 속도, "거대한 그렁그렁한 기타", "고기와 감자의 리프와 부시의 포효하는 보컬" 등 모든 것을 노래에 약간 넣었는지에 대해 언급한다. 그 결과는 앤스랙스에서 전형적으로 나타나는 것처럼 단순히 "접근 가능한 스래시 메탈 음반"이 아니다.
2014년 앤스랙스의 자서전 《I'm the Man: The Story of that Guy》에서 스콧 이언은 "저는 여전히 우리가 《Volume 8: The Threat is Real》을 위해 작곡한 노래들이 자랑스럽습니다. 그 노래들은 정말 다양하고 무거웠으며 금속 홈이 찌그러진 현대적인 사운드였습니다. 1998년은 누 메탈이 인수한 해였지만, 우리는 확실히 그 장면에 참여하지 않았습니다. 우리가 오래된 메탈이었기 때문에, 우리를 지원해 줄 사람을 구하는 것은 어려운 일이었습니다."

## 곡 목록
모든 곡들은 특별한 언급이 없는 한 존 부시, 스콧 이언 그리고 찰리 베넌티에 의해 작사/작곡하였다.
| #   | 제목                      | 작사·작곡                       | 재생 시간 |
| --- | ------------------------- | ------------------------------- | --------- |
| 1.  | 〈Crush〉                 |                                 | 4:21      |
| 2.  | 〈Catharsis〉             | 부시, 이언, 베너티, 프랭크 벨로 | 4:53      |
| 3.  | 〈Inside Out〉            |                                 | 5:31      |
| 4.  | 〈Piss N Vinegar〉        |                                 | 3:12      |
| 5.  | 〈604〉                   |                                 | 0:35      |
| 6.  | 〈Toast to the Extras〉   |                                 | 4:24      |
| 7.  | 〈Born Again Idiot〉      |                                 | 4:17      |
| 8.  | 〈Killing Box〉           |                                 | 3:37      |
| 9.  | 〈Harms Way〉             |                                 | 5:13      |
| 10. | 〈Hog Tied〉              |                                 | 4:36      |
| 11. | 〈Big Fat〉               |                                 | 6:01      |
| 12. | 〈Cupajoe〉               |                                 | 0:46      |
| 13. | 〈Alpha Male〉            |                                 | 3:05      |
| 14. | 〈Stealing from a Thief〉 |                                 | 13:06     |